# Penápolis
Penápolis è un comune del Brasile nello Stato di San Paolo, parte della mesoregione di Araçatuba e della microregione di Birigüi.

## Geografia fisica
La regione dei Campos do Avanhandava e del Salto do Avanhandava, nel basso Rio Tietê, era originariamente abitata dagli Indios Coroados (o Kaingang o anche Caingangue).

## Storia
La colonizzazione di Penápolis fu fatta, come in tutto l'Ovest Paulista, in accordo con la Legge statale la Lei de Terras nº 323, del 1895, che permetteva l'acquisizione delle terre pertinenti allo Stato solo con aste pubbliche.
Le prime scuole furono installate nel 1920 e i primi Licei nel 1935

## Religione
Il Cristianesimo è presente nel comune come segue:

### Cattolicesimo
La chiesa cattolica nel comune fa parte della Diocesi di Lins.

### Protestantesimo
In città sono presenti le credenze evangeliche più diverse, principalmente pentecostali, compresa la Chiesa Assemblee di Dio brasiliana (la più grande chiesa evangelica del paese), Chiesa Congregazione cristiana nel Brasile, tra gli altri. Queste denominazioni crescono sempre di più in tutto il Brasile.